# Demonax tectus
Demonax tectus là một loài bọ cánh cứng trong họ Cerambycidae.